# Popelář

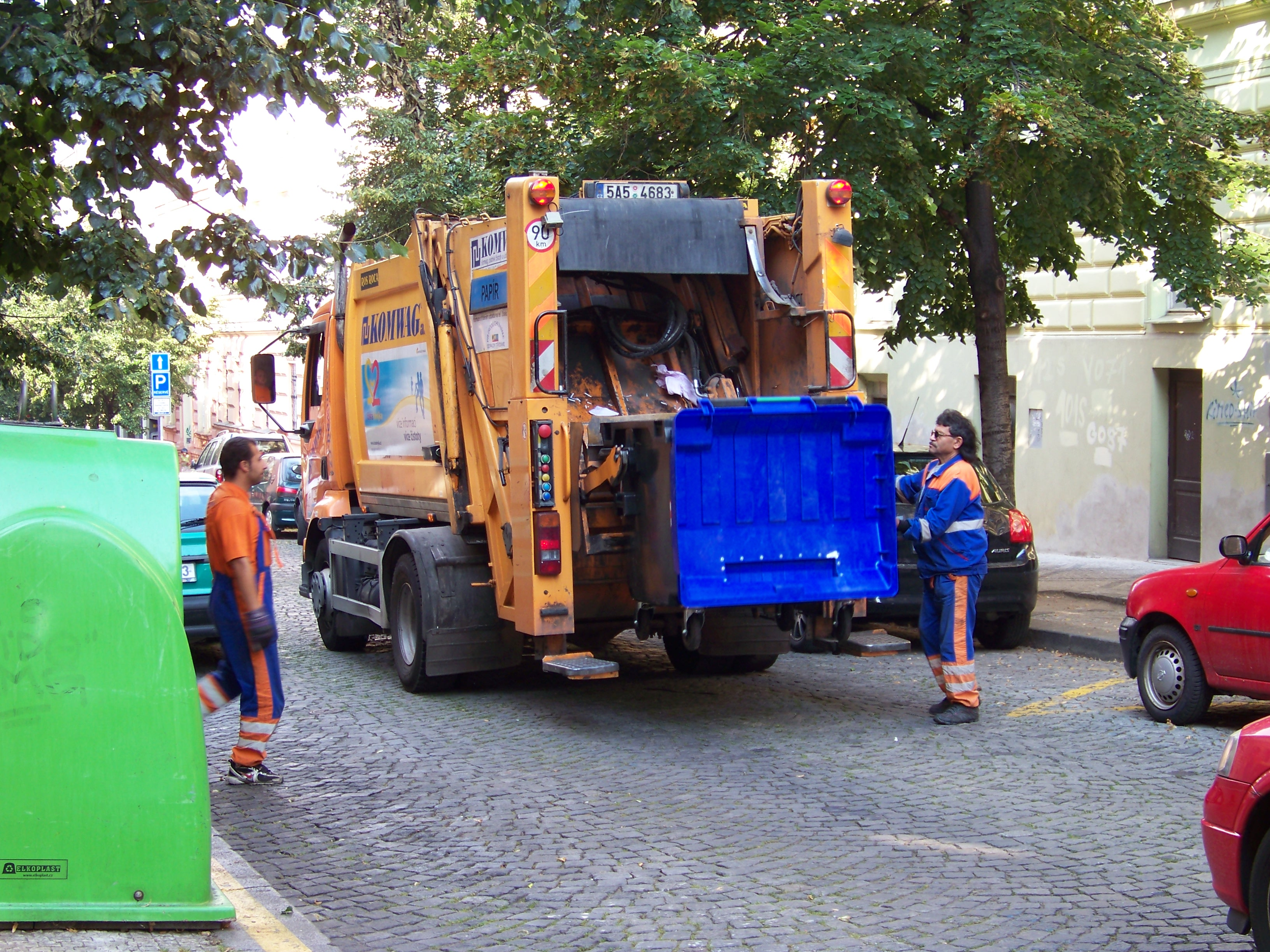
Popeláři při obsluze svozového vozidla

Popelář je osoba zaměstnaná obcí, městem nebo nějakou soukromou komerční firmou, jejíž náplní práce je sběr a odvoz věcí, které jejich majitelé považují za odpad. Popelář se zejména pohybuje v oblastech obytných prostorů, kde se nachází popelnice, jež slouží jako shromaždiště nežádoucích věcí. Popelář pracuje v lidských sídlech, v nichž je zaveden hromadný svoz odpadu (typicky ve městech, v poslední době se tato služba šíří i na venkov). Obsah popelnic a kontejnerů vyprazdňuje do útrob korby speciálního popelářského vozu. K pohybové manipulaci nepojízdných popelnic kruhové podstavy používá efektivní valivé rotační techniky, jež šetří jeho čas i síly.
Etymologicky je slovo popelář odvozeno od slova popel; tyto zbytky po spalování tuhých paliv dříve tvořily nejdůležitější část nezpracovatelného odpadu.